# Den Norske Frimurerorden

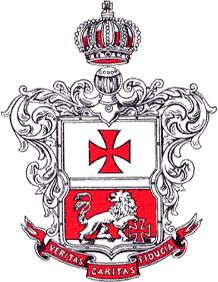
Norska frimurarordens vapen, fastställt den 24 juni 1891 av Oscar II

I Den Norske Frimurerorden och de övriga frimurarordnar som arbetar efter det Svenska systemet är frimurarkorset en vanligt förekommande symbol.

Den Norske Frimurerorden är ett ordenssällskap som grundades 1891 av sex norska frimurarloger. Den äldsta av logerna som deltog i grundandet av orden, St. Olaus, är uppkallad efter Olof den helige och grundades 1749. Orden arbetar enligt det svenska systemet och har en kristen inriktning. Ordens stamhus och högkvarter ligger på Nedre Vollgata 19 i Oslo, inte långt från Stortinget. Den Norske Frimurerorden hade 2011 närmare 20 000 medlemmar.

## Stormästare
| Period                                                                                             | Namn                                            | Levnadstid |
| -------------------------------------------------------------------------------------------------- | ----------------------------------------------- | ---------- |
| Stormestre av St. Olai Det gnostiske selskap 1749-1818                                             |                                                 |            |
| ...                                                                                                | Morten Leuch                                    |            |
| ...                                                                                                | Bernt Anker                                     | 1746-1805  |
| ... – 1816                                                                                         |                                                 |            |
| 1816 – 1818                                                                                        | Professor Niels Treschow                        | 1761-1833  |
| Stormästare Stora Landslogen 1818-1891                                                             |                                                 |            |
| 1818 – 1844                                                                                        | Kung Karl III Johan av Sverige och Norge        | 1763-1844  |
| 1844 – 1859                                                                                        | Kung Oscar I av Sverige och Norge               | 1799-1859  |
| 1859 – 1872                                                                                        | Kung Karl IV av Sverige och Norge               | 1826-1872  |
| 1872 – 1891                                                                                        | Kung Oscar II av Sverige och Norge              | 1829-1907  |
| Stormestre av Den Norske Store Landsloge siden 24. juni 1891 (från 1937: Den Norske Frimurerorden) |                                                 |            |
| 1891 – 1905                                                                                        | Kung Oscar II av Sverige och Norge              | 1829-1907  |
| 1905 – 1917                                                                                        | Dirigent och kompositör Johan Gottfried Conradi | 1820-1896  |
| 1917 – 1918                                                                                        | August Christian Mohr                           |            |
| 1918 – 1923                                                                                        | Wilhelm Hansen Færden                           |            |
| 1923 – 1928                                                                                        | Carl Fredrik Johannes Bødtker                   |            |
| 1928 – 1941                                                                                        | Hans Johndal Rønneberg                          | ... - 1941 |
| 1946 – 1957                                                                                        | Generalmajor Jacob Hvinden Haug                 |            |
| 1957 – 1962                                                                                        | Advokat Carl Kaas                               | 1884-      |
| 1962 – 1969                                                                                        | Anton Cathinco Stub Holmboe                     |            |
| 1969 – 1990                                                                                        | Överläkare Bernhard Paus                        | 1910-1999  |
| 1990 – 1996                                                                                        | Professor Ola Knutrud                           | 1919-1996  |
| 1996 – 2001                                                                                        | Personaldirektör Syver Hagen                    | 1926-2001  |
| 2001 – 2005                                                                                        | Magne Frode Nygaard                             |            |
| 2005 – idag                                                                                        | Ivar Anstein Skar                               | 1937 –     |